# Meia-haste

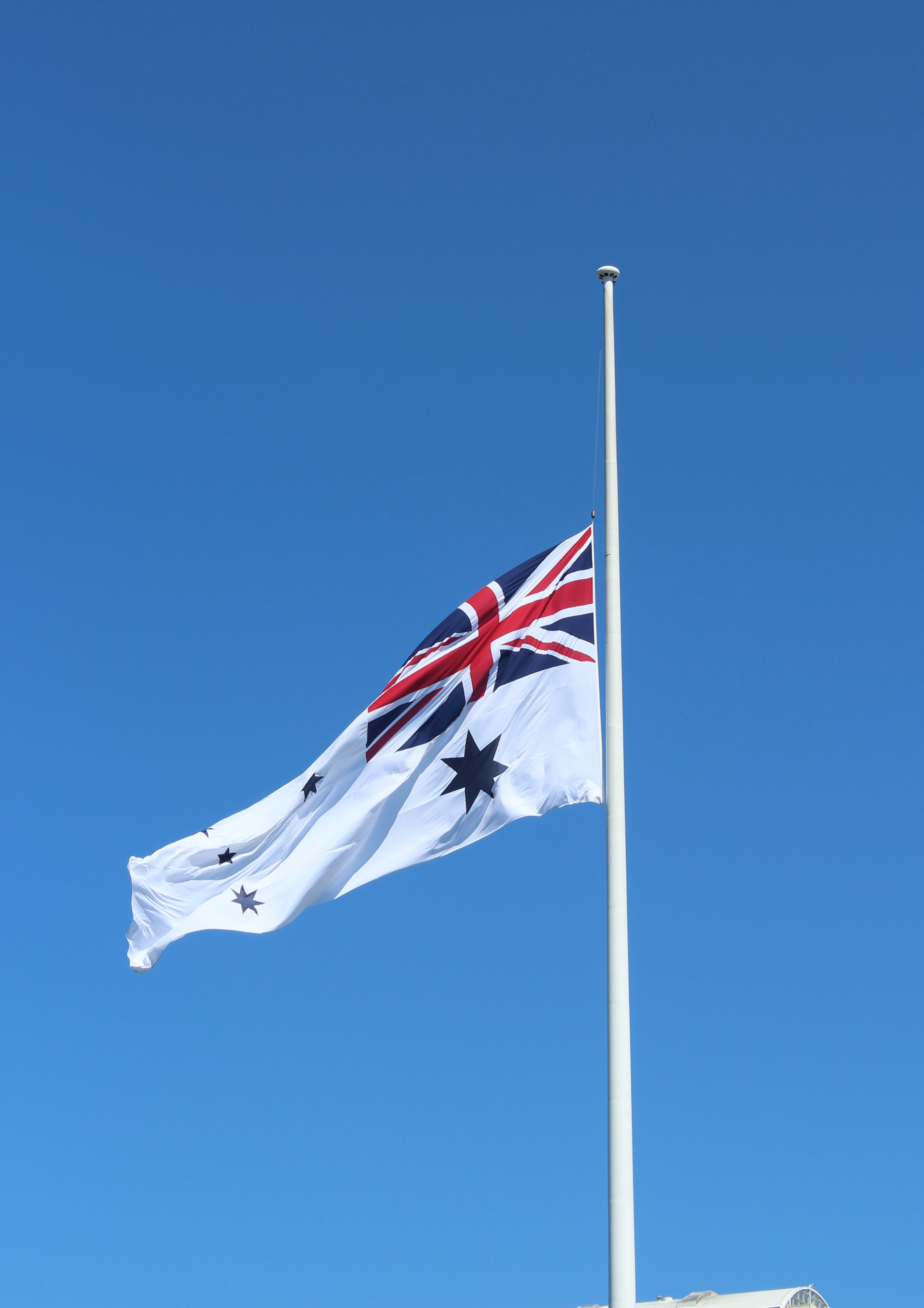
A bandeira de guerra australiana arvorada a meio-mastro.

Meia-haste, meio-mastro, meio-pau, meia-adriça ou bandeira em funeral é a designação pela qual é conhecida a posição, situada abaixo do topo do mastro ou pau de bandeira, em que uma bandeira é arvorada como sinal de luto, protesto ou desastre. Apesar da designação, essa posição pode não se situar exatamente a meio da altura do mastro, bastando que seja a uma distância suficientemente grande do topo que mostre claramente que a bandeira está arvorada abaixo daquele. Alguns países definem legalmente uma localização fixa da posição da bandeira a meio-mastro, sendo as mais comuns as distâncias ao topo do mastro iguais à largura da bandeira, a 1/3 do comprimento do mastro ou 1/2 do comprimento do mesmo.
O procedimento protocolarmente correto para arvorar uma bandeira a meio-mastro é içá-la primeiro até ao topo e só então a descer até meio. Inversamente, quando se pretende arriar uma bandeira colocada a meio-mastro, primeiro iça-se a mesma até ao topo e só então se desce completamente.
Quando várias bandeiras estão desfraldadas em conjunto e seja determinado que uma delas seja colocada a meio-mastro, todas as restantes bandeiras de hierarquia inferior devem também ser colocadas a meio-mastro, mas não as bandeiras de hierarquia superior.